# Велько Паунович
Велько Паунович (серб. Veljko Paunović/Вељко Пауновић, нар. 21 серпня 1977, Струмиця) — сербський футболіст, що грав на позиції півзахисника. По завершенні ігрової кар'єри — тренер. Відомий за виступами в низці сербських і закордонних клубів, зокрема, за клуби «Партизан», «Атлетіко» та «Мальорка», у складі якої він став володарем Суперкубка Іспанії з футболу, а також національну збірну Сербії і Чорногорії. Як футбольний тренер відомий роботою з низкою клубів, а також перемогою із юнацькою збірною Сербії віком до 20 років на молодіжному чемпіонаті світу 2015 року.

## Клубна кар'єра
Велько Паунович народився 1977 року в Струмиці у колишній Соціалістичній Республіці Македонія. Розпочав займатися футболом у школі клубу «Партизан». Дорослу футбольну кар'єру розпочав 1994 року в основній команді того ж клубу, в якому грав до 1995 року, взявши участь у 13 матчах чемпіонату.
У 1995 році молодий футболіст отримав запрошення від клубу «Атлетіко», проте спочатку він грав у складі її фарм-клубу «Атлетіко Марбелья», а з 1996 року прийшов до основної команди мадридського клубу, проте не відразу став основним гравцем клубу, багато ігрового часу проводив у другій команді, а в 1998 році сербського півзахисника віддали в оренду до іншого іспанського клубу «Мальорка», у складі якої він став володарем Суперкубка Іспанії з футболу. Пізніше кілька разів футболіст повертався до «Атлетіко», в якому рахувався на контракті до 2005 року, проте керівництво мадридського клубу віддавало Пауновича в оренду до інших клубів — іспанських Реал Ов'єдо", вдруге «Мальорка», «Тенерифе», та німецького «Ганновер 96».
У 2005 Велько Паунович став на постійній основі гравцем іспанського клубу «Хетафе», в якому грали на 2007 року. У 2007 році серьський півзахисник грав у складі казанського «Рубіна», після чого повернувся до іспанського чемпіонату до клубу «Альмерія». У другій половині 2008 року Паунович повернувся до складу «Партизана». На деякий час футболіст завершив виступи на футбольних полях, проте в 2011—2012 роках грав у американській команді «Філадельфія Юніон», після чого остаточно завершив виступи на футбольних полях.

## Виступи за збірні
У 2002 році Велько Паунович дебютував в офіційних матчах у складі національної збірної Югославії, грав також у складі збірної Сербії і Чорногорії, провів у формі збірної 2 матчі, забивши 1 гол.

## Кар'єра тренера
Відразу ж по завершенні кар'єри гравця Велько Паунович 2012 року розпочав тренерську кар'єру, очоливши тренерський штаб юнацької збірної Сербії віком гравців до 18 років. Наступного року він паралельно розпочав тренувати юнацьку збірну Сербії віком гравців до 19 років. З 2014 року Паунович очолив тренерський штаб юнацької збірної Сербії віком до 20 років, де переважно грали вже відомі йому футболісти, і з цією командою він став переможцем молодіжного чемпіонату світу 2015 року. За це досягнення він був визнаний найкращим футбольним тренером Сербії 2015 року.
У 2015 році Велько Паунович став головним тренером клубу Major League Soccer «Чикаго Файр», у якому працював до 2019 року. У 2020—2022 роках сербський тренер очолював англійський клуб «Редінг». У 2023 році Паунович очолював мексиканський клуб «Гвадалахара».

## Титули і досягнення

### Як гравця
- Володар Суперкубка Іспанії з футболу (1):

«Мальорка»: 1998

### Як тренера
- Переможець молодіжного чемпіонату світу з футболу: 2015

### Особисті
2015 — кращий футбольний тренер Сербії